# Live to Tell
„Live to Tell“ е песен на американската певица Мадона от 1986 г. Песента е композирана и продуцирана от Мадона заедно с Патрик Ленърд.
„Live to Tell“ е заглавна песен от филма „От упор“ (At Close Range), с участието на Мадона и тогавашния ѝ съпруг Шон Пен. Песента намира място в класацията на Билборд. Тъй като музиката от филма не е издадена във формат музикален албум, песента за пръв път излиза с албума на Мадона „True Blue“.
Песента е определяна като важен скок за творчеството на Мадона. „Live to Tell“ е разглеждана като първата песен със сериозно съдържание на певицата и е определяна за най-добрата по отношение на композиция и вокали до това време.
Песента е едва втората балада на Мадона, издадена във формат сингъл. За разлика от „Crazy for You“ – предишната издадена балада, „Live to Tell“ не е на любовна тематика, а разказва за събирането на сили за изправяне срещу трудностите.
„Live to Tell“ влиза и в листа на изпълняваните песни от турнето Confessions Tour. Аранжиментът на песента е изцяло променен – с орган. Мадона я изпълнява разпъната на кръст, което ѝ донася гнева на Църквата. Певицата коментира конфликта си с Църквата, обяснявайки, че изпълнението ѝ символизира посланието от Библията, че всеки сам носи своя кръст.